# Nippon Animation
Nippon Animation (日本アニメーション) es un estudio de animación japonés especializado principalmente en la adaptación de guiones y novelas occidentales al Anime. Un hecho que se debe a que produjo para la Fuji TV un programa llamado World Masterpiece Theater que emitía cada año alguna de estas historias y del que nacieron la mayor parte de los animes que más tarde se exportarían al resto del mundo.
También es conocido en la adaptación de algunas series de manga como Cooking Master Boy, Hunter × Hunter (1999), Corrector Yui, Hungry Heart: Wild Striker, etc.
Posee sedes en Ginza y en Tama (ambas localizaciones están ubicadas en Tokio) y su logotipo está compuesto por las siluetas de Ana Shirley, protagonista de Ana de las Tejas Verdes y la de Rascal, el mapache, perteneciente al anime del mismo nombre.

## Historia
Respecto a su historia, aunque oficialmente hablando fue El perro de Flandes de 1975 la primera de sus producciones, se puede considerar a Heidi en ese lugar, un proyecto creado por la que por entonces no era más que una sección de la Zuiyo Enterprise Company, que como su propio nombre indica le pertenecía al productor Zuiyo Eizo, a la cabeza del cual se encontraban dos nombres que más tarde darían mucho que hablar, Isao Takahata en la dirección y Hayao Miyazaki como diseñador de personajes.
De hecho, el relato inspirado en los dos libros de Johanna Spyri contó con todo el equipo que un año después conformaría la primera de las plantillas del mencionado estudio y marcaría las pautas por la empresa desde 1975 hasta 1997, fecha en la que el World Masterpiece Theater fue retirado de emisión.
A partir de ese momento la producción de Nippon Animation es muy inferior a la de épocas anteriores, en las que se podría decir que fue el estudio que más aceptación consiguió más allá del imperio del Sol naciente, y la mayor parte de sus últimas propuestas se han caracterizado por contar historias de corte fantástico o de ciencia ficción.
Durante este tiempo, tan sólo versionaron la historia de Marcelino Pan y Vino para Televisión Española así como crearon películas basadas en recopilaciones de anteriores éxitos de la marca y han producido títulos como Fantastic Children, muy alejados de la línea que los hizo mundialmente famosos.
Recientemente, la vuelta a la pequeña pantalla del ya mencionado World Masterpiece Theater después de diez años de ausencia, ha provocado que Nippon Animation vuelva a los clásicos de la literatura universal como fuente de inspiración para sus historias. Su última producción es Los Miserables basada en la novela de Víctor Hugo cuya duración será de 52 episodios.
Como dato curioso, los anteriormente mencionados Hayao Miyazaki y más tarde Isao Takahata abandonarían la empresa tras finalizar Ana de las Tejas Verdes para emprender sus propios proyectos que posteriormente sentarían las bases del Studio Ghibli.

## Entrada en Europa
La presencia de Heidi en este artículo no es precisamente casual ya que pese a que otras series pertenecientes al World Masterpiece Theater como Fábulas del bosque verde o Moomin se licenciaron para su posterior emisión en Alemania Occidental, ninguna de ellas lograría el éxito cosechado por la adaptación de la historia de Johanna Spyri.
Este triunfo le abrió a Heidi las puertas del éxito en el resto de los países de Europa, y junto a él la posterior distribución de otros muchos títulos como por ejemplo Marco o Ana de las Tejas Verdes. Un hecho que hizo este anime sea considerado junto con el de Akira, Mazinger Z o Dragon Ball, como uno de los causantes de la expansión del anime por todo el mundo.
De este modo, la mayor parte de las creaciones que le sucedieron como Ana de las Tejas Verdes o El perro de Flandes, o Alicia en el País de las Maravillas siguieron el mismo proceso para llegar a Europa, hasta el punto de que en muchas ocasiones se respetaron los rótulos y las sintonías creadas para su versión alemana. Un hecho que llevó en su momento a la confusión acerca de la procedencia de dichos productos cuyo origen japonés se ocultaba con estas prácticas.
Posteriormente, el auge de la animación japonesa en Italia hizo que este país empezase a ser la puerta de entrada de las obras de este estudio. En determinados casos, esto significó que, tal y como hacía Mediaset con todos los animes que distribuía, las series perdiesen en su mayor parte sus aperturas y cierres originales, sufriesen la censura de algunas escenas y se incrustasen rótulos en italiano al comienzo de cada episodio, como se puede comprobar en la versión distribuida en España de Mujercitas o de El pequeño Lord.
Otro hecho digno de mención es que durante la década de los 80, este estudio realizó las series Dartacán y los tres mosqueperros y La vuelta al mundo de Willy Fog en coproducción con BRB Internacional (España) y participación de TVE, a la que la ausencia de animadores de calidad en tierras españolas le empujó a colaborar con empresas asiáticas del sector, como ya hiciera en su momento la RAI con Calimero en Italia. Años más tarde, el ente público decidió darles continuidad a ambas series con una producción y recursos humanos españoles y taiwaneses (El retorno de D'Artacan y Willy Fog 2 fueron animadas en colaboración con Wang Film), aunque los resultados no fueron los esperados.

## Series y películas
| 2023               | Ao no Orchestra                                          |
| 2022               | Love all play (junto a OLM)                              |
| 2021               | Yakunara Mug Cup mo                                      |
| 2020               | The Genie Family                                         |
| Década de los 2000 |                                                          |
| 2009               | Hola Ana! Antes de las tejas verdes                      |
| 2008               | El largo viaje de Porphy                                 |
| 2008               | Hyakko                                                   |
| 2007               | Los miserables                                           |
| 2006               | Pénélope tête en l 'air                                  |
| 2006               | Rascal in the Snag Forest                                |
| 2004               | Fantastic Children                                       |
| 2004               | Zukkoke Sannin Gumi                                      |
| 2004               | Hunter x Hunter Greed Island Final                       |
| 2003               | Papuwa 2                                                 |
| 2003               | Hunter x Hunter Greed Island                             |
| 2002               | Hunter x Hunter OVA                                      |
| 2002               | Hungry Heart                                             |
| 2001               | The Legend of Cóndor Hero                                |
| 2000               | Marcelino Pan y Vino                                     |
| 2000               | Guru Guru II                                             |
| Década de los 90s  |                                                          |
| 1999               | Hunter x Hunter                                          |
| 1999               | Corrector Yui                                            |
| 1999               | Taiga Adventure                                          |
| 1999               | Marco (Película)                                         |
| 1998               | Ten Ten Kun                                              |
| 1998               | Grander Musashi RV                                       |
| 1997               | Coji - Coji                                              |
| 1997               | Cooking Master Boy                                       |
| 1997               | Grander Musashi                                          |
| 1997               | El perro de Flandes (Película)                           |
| 1996               | Remy, la niña sin hogar                                  |
| 1996               | Guru Guru (Película)                                     |
| 1996               | Lassie                                                   |
| 1995               | Mom Loves Poyopoyosaurs                                  |
| 1995               | Los cielos azules de Romeo                               |
| 1994               | Guru Guru                                                |
| 1994               | Tonde Būrin (Super Cerdita)                              |
| 1994               | Bow (Película)                                           |
| 1994               | Yamato Takeru                                            |
| 1994               | Tico de los siete mares                                  |
| 1993               | Bow                                                      |
| 1993               | Muka - Muka                                              |
| 1993               | Los chicos de Jo                                         |
| 1992               | Mikan                                                    |
| 1992               | Papuwa                                                   |
| 1992               | Jeanie With the Light Brown Hair                         |
| 1992               | Tottoi                                                   |
| 1992               | Cristóbal Colón                                          |
| 1992               | Jackie y su mascota                                      |
| 1991               | Moero! Top Striker                                       |
| 1991               | Locke the Superman/New World Command                     |
| 1991               | Sonrisas y lágrimas/La novicia rebelde                   |
| 1990               | Chibi Maruko Chan (Película)                             |
| 1990               | Pygmalio (Pigmalión)                                     |
| 1990               | Papá Piernas Largas                                      |
| 1990               | Chibi Maruko Chan                                        |
| Década de los 80s  |                                                          |
| 1989               | Shutendoji (OVA)                                         |
| 1989               | Locke the Superman/Lordleon                              |
| 1989               | El libro de la selva                                     |
| 1989               | Las aventuras de Peter Pan                               |
| 1988               | Topo Gigio                                               |
| 1988               | Dagon in the Land of Weeds                               |
| 1988               | El pequeño lord                                          |
| 1987               | Cuentos de los Hermanos Grimm                            |
| 1987               | The Story of Fifteen Boys                                |
| 1987               | Mujercitas                                               |
| 1986               | Rowan's Christmas Carol (Película)                       |
| 1986               | Bosco Adventure                                          |
| 1986               | Elfie                                                    |
| 1986               | The Anthology of Japanese Literature (Cuentos Populares) |
| 1986               | Sagitario espacial                                       |
| 1986               | Pollyanna                                                |
| 1985               | Bumpety Boo                                              |
| 1985               | La princesa Sara                                         |
| 1984               | Brinky and Printy                                        |
| 1984               | Locke the Superman (Película)                            |
| 1984               | Katoli                                                   |
| 1983               | La vuelta al mundo de Willy Fog                          |
| 1983               | Aesop's Fables                                           |
| 1983               | Alicia en el país de las maravillas                      |
| 1983               | Memé                                                     |
| 1983               | Las montañas de Ana                                      |
| 1982               | Fútbol en acción (Naranjito)                             |
| 1982               | Lucy                                                     |
| 1981               | Dartacán y los tres mosqueperros                         |
| 1981               | Cuore                                                    |
| 1981               | La familia Robinson                                      |
| 1980               | Sanpei, el pescador                                      |
| 1980               | Peter of Placid Forest                                   |
| 1980               | Las aventuras de Tom Sawyer                              |
| Década de los 70   |                                                          |
| 1979               | Banner y Flappy                                          |
| 1979               | El osito Misha                                           |
| 1979               | Manxmouse                                                |
| 1979               | Maegami - Taro                                           |
| 1979               | Hit and Run                                              |
| 1979               | Ana de las Tejas Verdes                                  |
| 1978               | King Fang                                                |
| 1978               | Smart - San                                              |
| 1978               | Highschool Baseball Ninja                                |
| 1978               | Conan, el niño del futuro                                |
| 1978               | Sin familia                                              |
| 1977               | Song of Baseball Enthusiasts                             |
| 1977               | Angie Girl                                               |
| 1977               | El bosque de Tallac                                      |
| 1977               | Charlotte                                                |
| 1977               | Teppei                                                   |
| 1977               | Ginguiser                                                |
| 1977               | Attack on Tomorrow                                       |
| 1976               | La Pequeña Lulú (Primera Serie)                          |
| 1976               | Rascal, el mapache                                       |
| 1976               | Dokaben                                                  |
| 1976               | Blocker Corps                                            |
| 1976               | Las aventuras de Pinocho (anime) (Pinocho)               |
| 1976               | Marco                                                    |
| 1975               | Simbad el marino                                         |
| 1975               | La abeja Maya                                            |
| 1975               | El perro de Flandes                                      |
| 1975               | Laura, la pequeña niña de la pradera                     |
| 1974               | Vickie, el vikingo                                       |
| 1974               | Heidi                                                    |
| 1973               | Fábulas del Bosque Verde                                 |
| 1972               | Shin Mūmin                                               |
| 1971               | Las fábulas de Hans Christian Andersen                   |
| 1969               | Mūmin                                                    |